# Mallerenga emplomallada europea
La mallerenga emplomallada europea, mallerenga emplomallada, mallerenga de cresta, mallerenga grossa, totestiu estiverol (/capellana), capellana, capellanet, ferrerico (de capell) o primavera de cresta (Lophophanes cristatus, abans Parus cristatus) és un moixó de l'ordre dels passeriformes que és fàcilment identificable per tindre un llarg i punxegut plomall erèctil que corona el capell.

## Subespècies
Es reconeixen sis subespècies:
- L. c. scoticus (Pražák, 1897) - Escòcia.
- L. c. abadiei (Jouard, 1929) - nord-oest de França (Bretanya).
- L. c. cristatus (von Linné, 1758) - Fennoscàndia fins a Rússia Europea, nord dels Urals i Ucraïna.
- L. c. mitratus (Brehm, 1831) - centre i oest d'Europa.
- L. c. weigoldi (Tratz, 1914) - Portugal i sud d'Espanya; rar al Marroc.
- L. c. baschkirikus (Snigirevski, 1931) - sud dels Urals.

## Morfologia
La seua longitud és d'uns 11 cm i el pes oscil·la entre 9 i 13 g. L'ala és més llarga en el mascle, en el qual pot assolir 67 mm.

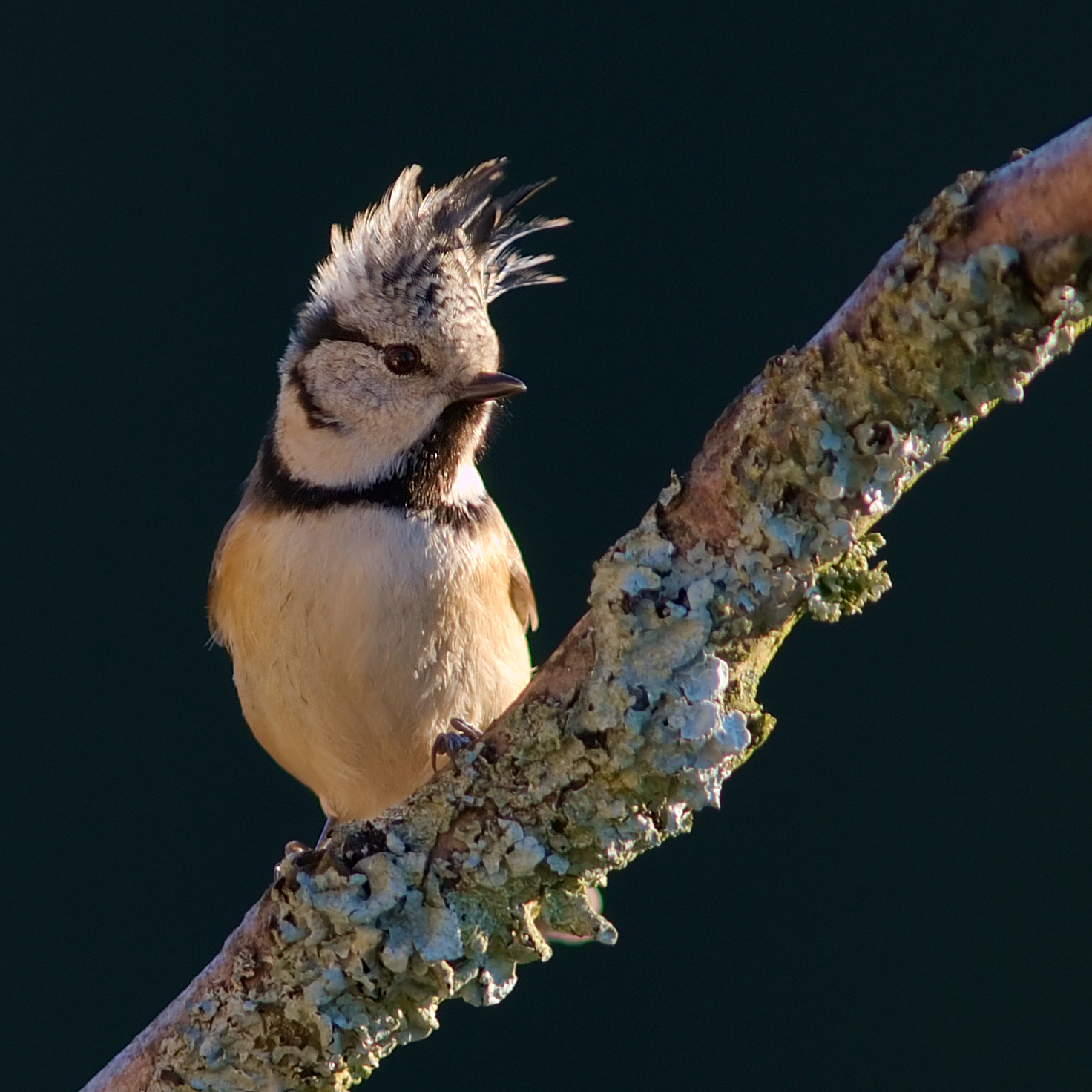
Mallerenga emplomallada

És l'única mallerenga europea que presenta plomall. El plomall del capell és erèctil a voluntat, i l'aixeca quan se sent alarmat, adoptant aleshores una silueta cefàlica punxeguda, molt característica. Les plomes que formen el capell són negres, amb les vores blanques. La nuca és blanca i molt ostensible. El mentó és negre i es perllonga en forma de collar pels laterals del coll. També mostra una llista ocular del mateix color que continua semicircularment i que voreja la cara, blanca. En conjunt forma un disseny molt particular, que el singularitza dels altres moixons. Les parts superiors són brunes grisenques, amb les ales i la cua més fosques. El carpó i les supracaudals són tenyides d'ocraci. Al dessota és blanc, sobretot al pit. Els flancs i l'abdomen són també tenyits d'ocraci. Les cames són blavenques, el bec negre i els ulls rogencs.
No existeix pràcticament dimorfisme sexual ni diferències ostensibles pel que fa a l'edat. Tanmateix, sembla que les femelles presenten un collar més fi, una cresta més petita. Malgrat tot, els joves exhibeixen petites variacions en el mentó, en el collar i en el capell abans d'efectuar la muda de la tardor.

## Ecologia
Fonamentalment habita boscos de coníferes i rouredes, on sembla el més especialitzat dels pàrids ibèrics. Per altra banda, dins el bosc, sembla tindre especial predilecció pels indrets ombrívols i els boscos d'alta muntanya poblats de pi negre. Es nodreix d'insectes, de larves i d'ous, comportant-se llavors com els raspinells i altres ocells enfiladissos. També s'alimenta de pinyonets i de baies.
La seua veu és monòtona però ensems característica. És el pàrid menys sociable, tot i que a l'hivern augmenta el seu grau de gregarisme.
Per a criar pot emprar forats de pigot o escletxes naturals, però té una especial predilecció per foradar fustes mig corcades, i no defuig murs i talussos. La femella és normalment la que perfora i és la que cova els set o nou ous blancs amb taquetes, de què consta la posta, la qual normalment es realitza dues vegades. Els polls són nidícoles i tenen la boca groga i van proveïts de plomissol al cap i al dors.